# Grzegorz Nowak
Grzegorz Nowak (født 1. november 1954 i Luboń, Polen) er en polsk tidligere roer.
Ved OL 1980 i Moskva vandt Nowak (sammen med Grzegorz Stellak, Adam Tomasiak, Ryszard Stadniuk og styrmand Ryszard Kubiak) en bronzemedalje for Polen i disciplinen firer med styrmand. Østtyskland og Sovjetunionen vandt guld og sølv. Ved de samme lege var Nowak en del af den polske otter. Det var det eneste OL han deltog i.

## OL-medaljer
- 1980:  Bronze i firer med styrmand